# JScheme
JScheme — интерпретатор языка программирования Scheme, созданный К. Андерсоном, Т. Хики и Питером Норвигом. Эта реализация является практически полностью совместимой со стандартом R4RS языка Scheme. JScheme написана на Java и обеспечивает прозрачный доступ к методам, конструкторам и полям Java-классов.
Распространяется под лицензией zlib/libpng, JScheme — свободное программное обеспечение.